# 신운하
신운하(1982년 1월 1일 ~ )는 대한민국의 영화감독, 교육자이다. 2013년 제작한‘취우’가 제50회 대종상 단편영화제 경쟁부문 본선에 진출하였다.